# Hoplandria smetanai
Hoplandria smetanai är en skalbaggsart som beskrevs av François Génier 1989. Hoplandria smetanai ingår i släktet Hoplandria och familjen kortvingar. Inga underarter finns listade i Catalogue of Life.